# Birger Ruud
Birger Johannes Ruud (født 23. august 1911 i Kongsberg, død 13. juni 1998 samme sted) var en norsk skihopper og alpinist. Han blev flere gange olympisk mester og verdensmester.
Birger Ruud blev regnet som verdens bedste skihopper i årene før 2. verdenskrig. I 1931, 1935 og 1937 blev han verdensmester i skihop på lille bakke.
Han deltog første gang i de olympiske vinterlege i 1932 i Lake Placid, hvor han i skihop på lille bakke lå som nummer to efter første hop, men hans førende landsmand, Hans Beck, sprang ikke så langt i sit andet forsøg, så da Ruud sprang 5,5 m længere, indhentede han Beck og vandt guld med 228,1 point, mens Beck fik sølv med 227,0 og en tredje nordmand, Kåre Walberg vandt bronze med 219,5 point.
Ved legene i 1936 i Garmisch-Partenkirchen stillede han igen op i skihop på lille bakke. Her var hans største konkurrent svenskeren Sven Eriksson, der i første spring nåede ud på 76,0 m, mens Ruud sprang 75,0 m. I andet forsøg sprang 74,5 m og opnåede dagens bedste stilkarakterer. Selv om Eriksson efterfølgende igen sprang 76,0 m, var hans stilpoint ikke nær så gode, og han endte med at blive nummer to med 230,5 point, 1,5 point efter Ruud, der satte olympisk rekord og genvandt sit guld, mens norske Reidar Andersen blev nummer tre med 228,9 point. Ved samme lege stille Ruud også op i alpin kombination med styrtløb og to slalomløb. Han indledte med at vinde styrtløbet med et forspring på over fire sekunder til tyskeren Franz Pfnür, men i første slalomgennemløb kiksede Ruud en port og måtte tilbage for at passere den korrekt, hvorved han satte næsten tyve sekunder til. Heller ikke i andet gennemløb kunne han helt følge med de bedste, så han samlet blev nummer seks i slalom og med 93,38 point samlet nummer fem i konkurrencen, næsten seks point efter vinderen Pfnür.
I 1937 blev han tildelt Holmenkollmedaljen.
I 1943 blev Ruud sat i tyskernes fangelejr på  Grini ved Oslo. Efter krigen deltog han, 36 år gammel, i OL i 1948 i St. Moritz, hvor han var norsk flagbærer ved åbningsceremonien. Han stillede op i hop fra lille bakke. Han var egentlig bare reserve og hjælpetræner, men aftenen inden konkurrencen besluttede de norske ledere at tage ham med i konkurrencen. Efter første hop lå finnen Matti Pietikäinen forrest med længste hop fulgt af tre nordmænd, heriblandt Ruud. Norske Petter Hugsted sprang med 70 m i anden runden dagens længste spring, og som det var normalt på den tid, var nordmændenes stil bedre end konkurrenternes, så Hugsted vandt guld, mens Ruud viste sine stærke konkurrencenerver og vandt sølv, mens landsmanden Thorleif Schjelderup vandt bronze.
Ved åbningen af OL 1994 i Lillehammer skulle Birger Ruud have tændt den olympiske flamme, men før åbningsceremonien fik han hjerteproblemer og blev kørt på hospitalet. 
Birger Ruud blev ganske vist mere populær på sine ældre dage – som aktiv måtte han dele berømmelsen med brødrene Sigmund og Asbjørn, og til en vis grad hele skihop-miljøet i Kongsberg IL. Birger Ruud modtog Egebergs Ærespris 80 år gammel, efter at reglerne for tildelingen blev gjort sådan, at to forskellige sportsgrene blev godkendt. I Ruuds aktive tid krævede det både en sommer- og en vintersportsgren.
Da Birger Ruud døde i 1998, besluttede den norske regering at tildele ham en statsbegravelse. Han var den første sportsudøver, som fik denne store ære.
I Kongsberg er det rejst en bronzestatue af Birger Ruud lavet af billedhuggeren Per Ung. Ruud har også en vej i Kongsvang opkaldt efter sig.